# Kálmán Mészöly
Kálmán Mészöly va ser un destacat futbolista hongarès dels anys 60.
Mészöly va néixer el 16 de juliol de 1941 a Hongria. Com a jugador defensà els colors del Vasas SC. Amb la selecció de futbol d'Hongria disputà 61 partits des de 1961. Representà el seu país a les fases finals de la Copa del Món de 1962 i 1966, així com al campionat d'Europa de 1964. Un cop retirat fou entrenador, dirigint la selecció hongaresa en tres ocasions (1980-83, 1990-91 i 1994-95), amb la qual participà en la Copa del Món de 1982, i al Fenerbahçe SK (1985-1986).